# Campeonato de Fútbol Profesional Colombiano 1948
El Campeonato de Fútbol Profesional Colombiano 1948 fue el primer torneo de liga nacional de clubes profesionales de fútbol organizado oficialmente por la División Mayor del Fútbol Colombiano, entidad establecida para ese propósito tras reunión de la Asociación Colombiana de Fútbol (Adefútbol) celebrada el 27 de junio de ese año en Barranquilla. Pensada su inauguración para el 7 de agosto (día festivo de la Batalla de Boyacá), la misma sería postergada al 15 de agosto en la que se da inicio a una competición entre todos contra todos a ida y vuelta. En total participaron 10 clubes procedentes de Bogotá, Medellín, Cali, Barranquilla y Manizales.
El ganador de la competición fue el club Independiente Santa Fe, de la ciudad de Bogotá, en lo que se consideró una sorpresa, dado que el máximo favorito para ganar esta primera edición era el Club Deportivo Los Millonarios, de la misma ciudad, pero cuyo rendimiento en el torneo fue decepcionante, al punto de apenas conseguir el cuarto lugar, por detrás del campeón; el subcampeón, Junior F.B.C; y el Deportes Caldas, aun cuando tuvo al goleador del torneo, el argentino Alfredo Castillo con 31 goles.

## Antecedentes
El asesinato de Jorge Eliécer Gaitán el 9 de abril de 1948, y el subsecuente Bogotazo que llevó al recrudecimiento de La Violencia, hizo que el gobierno de Mariano Ospina Pérez, con el fin de aplacar la ira popular que se extendía por todo el país, apoyara la creación de una liga profesional de fútbol a nivel nacional. Para ello, no solo patrocinó los esfuerzos hechos en ese sentido por los entonces respectivos presidentes del América de Cali, Humberto Salcedo Fernández (apodado Salcefer), y del Club Deportivo Los Millonarios, Alfonso Senior Quevedo, sino que influenció directamente a la ADEFÚTBOL para gestionar el asunto. La posición gubernamental era clara: el fútbol era la única actividad popular a la que el gobierno nacional podía recurrir para controlar y calmar a la población después de la muerte de Gaitán y, así, ayudar a aliviar los enormes problemas que el país estaba enfrentando.
Como resultado, los clubes interesados en jugar fútbol profesional se convocaron en los salones del Club Barranquilla (hoy, Country Club de Barranquilla) entre el 24 y el 26 de junio, de la cual resultó la fundación de la División Mayor del Fútbol Colombiano (DIMAYOR); luego, los representantes de estos clubes se reunieron con el Consejo Directivo de la ADEFÚTBOL y los representantes de las ligas aficionadas regionales el 27 de junio, en los salones de la Sociedad de Mejoras Públicas de Barranquilla, para discutir las condiciones bajo las cuales la Asociación Colombiana de Fútbol permitiría la realización de la liga nacional profesional. Al final de un encuentro en donde predominaron los insultos, las provocaciones y las groserías, se llegó a un acuerdo final: se aprobarían las renuncias de los clubes miembros de la DIMAYOR de sus respectivas ligas aficionadas regionales a las que estaban inscritas; a cambio la DIMAYOR se afiliaría a la ADEFÚTBOL y le pagaría a las ligas aficionadas un 5% de lo recaudado en las taquillas, esto último bajo la condición de que equipos de dichas ligas actuaran como "teloneros" de los partidos a disputarse en el Campeonato Profesional. Por último, se estableció como fecha de inicio del torneo el 7 de agosto.
Tras lo anterior, desde el 7 de julio, fecha en que se celebró la primera Asamblea Extraordinaria, la DIMAYOR comenzó a reunirse para concretar detalles de cara a la realización del torneo, entre estos el número de participantes, en lo que resultó en el primer tema contencioso al interior de la naciente entidad, toda vez que se estableció que se aceptaría la inscripción de solo 2 equipos por cada ciudad a pesar de que prácticamente todas esas metrópolis contaban con 3 y hasta 4 equipos, con excepción de Barranquilla. Al final, el impasse solo se solucionaría para el caso del Club Universidad Nacional de Colombia, con sede en Bogotá, quién aceptaría jugar el torneo en la ciudad de Pereira al estar los cupos de la Capital de la República completos con los equipos de Millonarios y Santa Fe; en los demás casos, los clubes Huracán y Victoria de Medellín y el club Boca Juniors de Cali no pudieron inscribirse debido a esta norma. Igualmente, debido a que los equipos participantes se dedicaron a pactar amistosos de cara a prepararse para la competición y a que también estaban en búsqueda de refuerzos, se decidió postergar el inicio del torneo hasta el 15 de agosto.

## Clubes inscritos para el campeonato
| Equipo                 | Departamento    | Ciudad       | Estadio                           |
| ---------------------- | --------------- | ------------ | --------------------------------- |
| América                | Valle del Cauca | Cali         | Estadio Pascual Guerrero          |
| Atlético Junior        | Atlántico       | Barranquilla | Estadio Romelio Martínez          |
| Atlético Municipal     | Antioquia       | Medellín     | Hipódromo San Fernando            |
| Deportes Caldas        | Caldas          | Manizales    | Estadio Fernando Londoño Londoño  |
| Universidad Nacional   | Caldas          | Pereira      | Estadio Alberto Mora Mora         |
| Deportivo Cali         | Valle del Cauca | Cali         | Estadio Pascual Guerrero          |
| Independiente Medellín | Antioquia       | Medellín     | Hipódromo San Fernando            |
| Los Millonarios        | Bogotá, D. C.   | Bogotá       | Estadio Nemesio Camacho El Campín |
| Once Deportivo         | Caldas          | Manizales    | Estadio Fernando Londoño Londoño  |
| Santa Fe               | Bogotá, D. C.   | Bogotá       | Estadio Nemesio Camacho El Campín |

## Desarrollo
El primer partido se jugó el día 15 de agosto de 1948 entre Atlético Municipal (Hoy conocido como Atlético Nacional) y Universidad Nacional, en la cancha del hipódromo de San Fernando en Itagüí. El duelo que comenzó a las 11:00 a. m., finalizó 2-0 a favor de los locales. El primer gol del campeonato fue marcado al minuto 15 de juego, por Rafael Serna (tío-abuelo de Mauricio Serna) de pena máxima. El árbitro principal del partido fue Elías Coll Tara (padre de Marcos Coll).

## Resultados

### Clasificación
| Pos. | Equipo                 | Pts. | PJ | G  | E | P  | GF | GC | Dif. | Clasificación |
| ---- | ---------------------- | ---- | -- | -- | - | -- | -- | -- | ---- | ------------- |
| 1    | Santa Fe               | 27   | 18 | 12 | 3 | 3  | 57 | 29 | +28  | Campeón.      |
| 2    | Junior                 | 23   | 18 | 11 | 1 | 6  | 48 | 35 | +13  |               |
| 3    | Deportes Caldas        | 20   | 18 | 8  | 4 | 6  | 45 | 40 | +5   |               |
| 4    | Millonarios            | 19   | 18 | 9  | 1 | 8  | 58 | 45 | +13  |               |
| 5    | América de Cali        | 18   | 18 | 8  | 2 | 8  | 40 | 31 | +9   |               |
| 6    | Atlético Municipal     | 18   | 18 | 7  | 4 | 7  | 29 | 36 | −7   |               |
| 7    | Independiente Medellín | 17   | 18 | 7  | 3 | 8  | 37 | 49 | −12  |               |
| 8    | Deportivo Cali         | 16   | 18 | 6  | 4 | 8  | 35 | 41 | −6   |               |
| 9    | Once Deportivo         | 14   | 18 | 5  | 4 | 9  | 32 | 50 | −18  |               |
| 10   | Universidad Nacional   | 8    | 18 | 3  | 2 | 13 | 28 | 53 | −25  |               |

 Fuente: Rsssf

### Partidos y resultados
| Fecha 1 (15 de agosto de 1948) | Fecha 1 (15 de agosto de 1948) | Fecha 1 (15 de agosto de 1948) |
| Equipo Local                   | Resultado                      | Equipo Visitante               |
| ------------------------------ | ------------------------------ | ------------------------------ |
| Atlético Municipal             | 2 - 0                          | Universidad Nacional           |
| América de Cali                | 4 - 0                          | Medellín                       |
| Junior                         | 2 - 0                          | Deportivo Cali                 |
| Deportes Caldas                | 1 - 1                          | Santa Fe                       |
| Millonarios                    | 6 - 0                          | Once Deportivo                 |

| Fecha 2 (22 de agosto de 1948) | Fecha 2 (22 de agosto de 1948) | Fecha 2 (22 de agosto de 1948) |
| Equipo Local                   | Resultado                      | Equipo Visitante               |
| ------------------------------ | ------------------------------ | ------------------------------ |
| Once Deportivo                 | 2 - 1                          | América de Cali                |
| Medellín                       | 3 - 2                          | Junior                         |
| Universidad Nacional           | 3 - 2                          | Millonarios                    |
| Deportivo Cali                 | 2 - 2                          | Deportes Caldas                |
| Santa Fe                       | 5 - 2                          | Atlético Municipal             |

| Fecha 3 (29 de agosto de 1948) | Fecha 3 (29 de agosto de 1948) | Fecha 3 (29 de agosto de 1948) |
| Equipo Local                   | Resultado                      | Equipo Visitante               |
| ------------------------------ | ------------------------------ | ------------------------------ |
| Atlético Municipal             | 1 - 0                          | Once Deportivo                 |
| Junior                         | 2 - 4                          | Santa Fe                       |
| Millonarios                    | 3 - 2                          | Deportivo Cali                 |
| Deportes Caldas                | 4 - 1                          | Medellín                       |
| América de Cali                | 2 - 1                          | Universidad Nacional           |

| Fecha 4 (5 de septiembre de 1948) | Fecha 4 (5 de septiembre de 1948) | Fecha 4 (5 de septiembre de 1948) |
| Equipo Local                      | Resultado                         | Equipo Visitante                  |
| --------------------------------- | --------------------------------- | --------------------------------- |
| Deportivo Cali                    | 4 - 1                             | Atlético Municipal                |
| Once Deportivo                    | 0 - 2                             | Junior                            |
| Medellín                          | 3 - 7                             | Millonarios                       |
| Santa Fe                          | 5 - 1                             | América de Cali                   |
| Universidad Nacional              | 2 - 2                             | Deportes Caldas                   |

| Fecha 5 (12 de septiembre de 1948) | Fecha 5 (12 de septiembre de 1948) | Fecha 5 (12 de septiembre de 1948) |
| Equipo Local                       | Resultado                          | Equipo Visitante                   |
| ---------------------------------- | ---------------------------------- | ---------------------------------- |
| Junior                             | 4 - 2                              | América de Cali                    |
| Millonarios                        | 7 - 4                              | Deportes Caldas                    |
| Atlético Municipal                 | 0 - 3                              | Medellín                           |
| Once Deportivo                     | 2 - 5                              | Santa Fe                           |
| Deportivo Cali                     | 2 - 5                              | Universidad Nacional               |

| Fecha 6 (19 de septiembre de 1948) | Fecha 6 (19 de septiembre de 1948) | Fecha 6 (19 de septiembre de 1948) |
| Equipo Local                       | Resultado                          | Equipo Visitante                   |
| ---------------------------------- | ---------------------------------- | ---------------------------------- |
| Deportes Caldas                    | 3 - 1                              | Junior                             |
| Universidad Nacional               | 2 - 3                              | Once Deportivo                     |
| Santa Fe                           | 5 - 3                              | Millonarios                        |
| América de Cali                    | 3 - 0                              | Atlético Municipal                 |
| Medellín                           | 0 - 1                              | Deportivo Cali                     |

| Fecha 7 (26 de septiembre de 1948) | Fecha 7 (26 de septiembre de 1948) | Fecha 7 (26 de septiembre de 1948) |
| Equipo Local                       | Resultado                          | Equipo Visitante                   |
| ---------------------------------- | ---------------------------------- | ---------------------------------- |
| Santa Fe                           | 6 - 3                              | Universidad Nacional               |
| Junior                             | 5 - 2                              | Millonarios                        |
| Once Deportivo                     | 3 - 3                              | Medellín                           |
| Deportivo Cali                     | 4 - 3                              | América de Cali                    |
| Atlético Municipal                 | 3 - 1                              | Deportes Caldas                    |

| Fecha 8 (3 de octubre de 1948) el partido MED-SFE se jugo 17 de octubre de 1948 | Fecha 8 (3 de octubre de 1948) el partido MED-SFE se jugo 17 de octubre de 1948 | Fecha 8 (3 de octubre de 1948) el partido MED-SFE se jugo 17 de octubre de 1948 |
| Equipo Local                                                                    | Resultado                                                                       | Equipo Visitante                                                                |
| ------------------------------------------------------------------------------- | ------------------------------------------------------------------------------- | ------------------------------------------------------------------------------- |
| Medellín                                                                        | 2 - 0                                                                           | Santa Fe                                                                        |
| Millonarios                                                                     | 3 - 4                                                                           | Atlético Municipal                                                              |
| Deportes Caldas                                                                 | 1 - 3                                                                           | América de Cali                                                                 |
| Junior                                                                          | 3 - 2                                                                           | Universidad Nacional                                                            |
| Deportivo Cali                                                                  | 2 - 2                                                                           | Once Deportivo                                                                  |

| Fecha 9 (10 de octubre de 1948) | Fecha 9 (10 de octubre de 1948) | Fecha 9 (10 de octubre de 1948) |
| Equipo Local                    | Resultado                       | Equipo Visitante                |
| ------------------------------- | ------------------------------- | ------------------------------- |
| Santa Fe                        | 3 - 3                           | Deportivo Cali                  |
| Atlético Municipal              | 1 - 1                           | Junior                          |
| América de Cali                 | 4 - 0                           | Millonarios                     |
| Once Deportivo                  | 3 - 5                           | Deportes Caldas                 |
| Universidad Nacional            | 1 - 2                           | Medellín                        |

| Fecha 10 (24 de octubre de 1948) | Fecha 10 (24 de octubre de 1948) | Fecha 10 (24 de octubre de 1948) |
| Equipo Local                     | Resultado                        | Equipo Visitante                 |
| -------------------------------- | -------------------------------- | -------------------------------- |
| Universidad Nacional             | 0 - 0                            | Atlético Municipal               |
| Medellín                         | 1 - 1                            | América de Cali                  |
| Deportivo Cali                   | 2 - 4                            | Junior                           |
| Santa Fe                         | 2 - 2                            | Deportes Caldas                  |
| Once Deportivo                   | 2 - 1                            | Millonarios                      |

| Fecha 11 (31 de octubre de 1948) | Fecha 11 (31 de octubre de 1948) | Fecha 11 (31 de octubre de 1948) |
| Equipo Local                     | Resultado                        | Equipo Visitante                 |
| -------------------------------- | -------------------------------- | -------------------------------- |
| América de Cali                  | 2 - 2                            | Once Deportivo                   |
| Junior                           | 8 - 3                            | Medellín                         |
| Millonarios                      | 4 - 1                            | Universidad Nacional             |
| Deportes Caldas                  | 2 - 3                            | Deportivo Cali                   |
| Atlético Municipal               | 2 - 1                            | Santa Fe                         |

| Fecha 12 (7 de noviembre de 1948) | Fecha 12 (7 de noviembre de 1948) | Fecha 12 (7 de noviembre de 1948) |
| Equipo Local                      | Resultado                         | Equipo Visitante                  |
| --------------------------------- | --------------------------------- | --------------------------------- |
| Once Deportivo                    | 2 - 2                             | Atlético Municipal                |
| Santa Fe                          | 4 - 1                             | Junior                            |
| Deportivo Cali                    | 2 - 4                             | Millonarios                       |
| Medellín                          | 1 - 3                             | Deportes Caldas                   |
| Universidad Nacional              | 3 - 2                             | América de Cali                   |

| Fecha 13 (14 de noviembre de 1948) | Fecha 13 (14 de noviembre de 1948) | Fecha 13 (14 de noviembre de 1948) |
| Equipo Local                       | Resultado                          | Equipo Visitante                   |
| ---------------------------------- | ---------------------------------- | ---------------------------------- |
| Atlético Municipal                 | 4 - 3                              | Deportivo Cali                     |
| Junior                             | 6 - 0                              | Once Deportivo                     |
| Millonarios                        | 5 - 2                              | Medellín                           |
| América de Cali                    | 1 - 2                              | Santa Fe                           |
| Deportes Caldas                    | 5 - 2                              | Universidad Nacional               |

| Fecha 14 (21 de noviembre de 1948) | Fecha 14 (21 de noviembre de 1948) | Fecha 14 (21 de noviembre de 1948) |
| Equipo Local                       | Resultado                          | Equipo Visitante                   |
| ---------------------------------- | ---------------------------------- | ---------------------------------- |
| América de Cali                    | 3 - 0                              | Junior                             |
| Deportes Caldas                    | 3 - 0                              | Millonarios                        |
| Medellín                           | 2 - 1                              | Atlético Municipal                 |
| Santa Fe                           | 2 - 1                              | Once Deportivo                     |
| Universidad Nacional               | 1 - 2                              | Deportivo Cali                     |

| Fecha 15 (28 de noviembre de 1948) | Fecha 15 (28 de noviembre de 1948) | Fecha 15 (28 de noviembre de 1948) |
| Equipo Local                       | Resultado                          | Equipo Visitante                   |
| ---------------------------------- | ---------------------------------- | ---------------------------------- |
| Junior                             | 1 - 0                              | Deportes Caldas                    |
| Once Deportivo                     | 3 - 1                              | Universidad Nacional               |
| Millonarios                        | 1 - 2                              | Santa Fe                           |
| Atlético Municipal                 | 3 - 2                              | América de Cali                    |
| Deportivo Cali                     | 1 - 1                              | Medellín                           |

| Fecha 16 (5 de diciembre de 1948) | Fecha 16 (5 de diciembre de 1948) | Fecha 16 (5 de diciembre de 1948) |
| Equipo Local                      | Resultado                         | Equipo Visitante                  |
| --------------------------------- | --------------------------------- | --------------------------------- |
| Universidad Nacional              | 1 - 4                             | Santa Fe                          |
| Millonarios                       | 6 - 1                             | Junior                            |
| Medellín                          | 5 - 2                             | Once Deportivo                    |
| América de Cali                   | 1 - 0                             | Deportivo Cali                    |
| Deportes Caldas                   | 3 - 1                             | Atlético Municipal                |

| Fecha 17 (12 de diciembre de 1948) | Fecha 17 (12 de diciembre de 1948) | Fecha 17 (12 de diciembre de 1948) |
| Equipo Local                       | Resultado                          | Equipo Visitante                   |
| ---------------------------------- | ---------------------------------- | ---------------------------------- |
| Santa Fe                           | 6 - 0                              | Medellín                           |
| Atlético Municipal                 | 2 - 2                              | Millonarios                        |
| América de Cali                    | 5 - 1                              | Deportes Caldas                    |
| Universidad Nacional               | 0 - 4                              | Junior                             |
| Once Deportivo                     | 3 - 1                              | Deportivo Cali                     |

| Fecha 18 (19 de diciembre de 1948) | Fecha 18 (19 de diciembre de 1948) | Fecha 18 (19 de diciembre de 1948) |
| Equipo Local                       | Resultado                          | Equipo Visitante                   |
| ---------------------------------- | ---------------------------------- | ---------------------------------- |
| Deportivo Cali                     | 1 - 0                              | Santa Fe                           |
| Junior                             | 1 - 0                              | Atlético Municipal                 |
| Millonarios                        | 2 - 0                              | América de Cali                    |
| Deportes Caldas                    | 3 - 2                              | Once Deportivo                     |
| Medellín                           | 5 - 0                              | Universidad Nacional               |

| 1948                   | AME | CAL | DCA | JUN | DIM | MIL | MUN | ONC | SFE | UNI |
| América                |     | 1:0 | 5:1 | 3:0 | 4:0 | 4:0 | 3:0 | 2:2 | 1:2 | 2:1 |
| Deportivo Cali         | 4:3 |     | 2:2 | 2:4 | 1:1 | 2:4 | 4:1 | 2:2 | 1:0 | 2:5 |
| Deportes Caldas        | 1:3 | 2:3 |     | 3:1 | 4:1 | 3:0 | 3:1 | 3:2 | 1:1 | 5:2 |
| Junior                 | 4:2 | 2:0 | 1:0 |     | 8:3 | 5:2 | 1:0 | 6:0 | 2:4 | 4:0 |
| Independiente Medellín | 1:1 | 0:1 | 1:3 | 3:2 |     | 3:7 | 2:1 | 5:2 | 2:0 | 5:0 |
| Millonarios            | 2:0 | 3:2 | 7:4 | 6:1 | 5:2 |     | 3:4 | 6:0 | 1:2 | 4:1 |
| Atlético Municipal     | 3:2 | 4:3 | 3:1 | 1:1 | 0:3 | 2:2 |     | 1:0 | 2:1 | 2:0 |
| Once Deportivo         | 2:1 | 3:1 | 3:5 | 0:2 | 3:3 | 2:1 | 2:2 |     | 2:5 | 3:1 |
| Santa Fe               | 5:1 | 3:3 | 2:2 | 4:1 | 6:0 | 5:3 | 5:2 | 2:1 |     | 6:3 |
| Universidad Nacional   | 3:2 | 1:2 | 2:2 | 2:3 | 1:2 | 3:2 | 0:0 | 2:3 | 1:4 |     |

|                                            |
| Bandera de Colombia                        |
| Campeón Independiente Santa Fe 1.er título |

## Goleadores
| Jugador                   | Equipo          | Goles |
| ------------------------- | --------------- | ----- |
| Alfredo Castillo          | Millonarios     | 31    |
| Jesús María Lires López   | Santa Fe        | 20    |
| Hermenegildo Germán Antón | Santa Fe        | 18    |
| Pedro Cabillón            | Millonarios     | 14    |
| Jaime Cardona             | Deportes Caldas | 14    |